# Saison 2 de Human Target : La Cible
Chronologie
Saison 1
Cet article présente le guide des épisodes de la deuxième saison de la série télévisée américaino-canadienne Human Target : La Cible (Human Target).

## Distribution

### Acteurs principaux
- Mark Valley (VF : Boris Rehlinger) : Christopher Chance
- Chi McBride (VF : Gilles Morvan) : Détective Winston, ex-inspecteur
- Jackie Earle Haley (VF : Julien Kramer) : Guerrero, tueur à gage
- Indira Varma (VF : Danièle Douet) : Ilsa Pucci
- Janet Montgomery : Ames

### Acteurs récurrents
- Lennie James (VF : Emmanuel Jacomy) : Baptiste

## Épisodes

### Épisode 1:Retour sur investissements
- États-Unis /  Canada : 17 novembre 2010 sur FOX / CTV
- Québec : 4 avril 2012 sur AddikTV[1]
- France : 5 mai 2013 sur TF1
- Belgique : date inconnue sur La Deux
- Suisse : date inconnue sur TSR1

- États-Unis : 6,59 millions de téléspectateurs[2] (première diffusion)

- Janet Montgomery (Ames)
- Timothy Omundson (L'interrogateur)
- Tahmoh Penikett (Pete)
- Rick Hoffman (Shelly)

### Épisode 2:Rédemption
- États-Unis /  Canada : 24 novembre 2010 sur FOX / CTV
- Québec : 11 avril 2012 sur AddikTV
- France : 10 février 2013 sur TF1

- États-Unis : 5,54 millions de téléspectateurs[3] (première diffusion)
- Canada : 1,627 million de téléspectateurs[4] (première diffusion)

- Janet Montgomery (Ames)
- Molly Parker (Rebecca Brooks)
- M. C. Gainey (Donnelly)
- Dino Antoniou (Daniel Brooks)
- Adrian Hein (Assassin)
- John Shaw (Harrison)

### Épisode 3:Dernier recours
- États-Unis /  Canada : 1er décembre 2010 sur FOX / CTV
- Québec : 18 avril 2012 sur AddikTV
- France : 17 février 2013 sur TF1

- États-Unis : 5,78 millions de téléspectateurs[5] (première diffusion)
- Canada : 1,2 million de téléspectateurs[6] (première diffusion)

- Janet Montgomery (Ames)
- J.D. Pardo (Brody)
- Hakeem Kae-Kazim (Markus)
- Douglas O'Keefe (Yuri)
- Mike Dopud (Chicago)
- Paul Tryl (Boise)
- Jean Paul Najm (Memphis)

### Épisode 4:De vieux ennemis
- États-Unis /  Canada : 8 décembre 2010 sur FOX / CTV
- Québec : 25 avril 2012 sur AddikTV
- France : 24 février 2013 sur TF1

- États-Unis : 5,64 millions de téléspectateurs[7] (première diffusion)
- Canada : 1,384 million de téléspectateurs[8] (première diffusion)

- Lennie James (Baptiste)
- Cameron Daddo (Harmen)
- Wendy Glenn (Susan Connors)
- Tim Perez (Esteban)
- Jorge Montesi (Don Miguel Cervantes)
- Derek Morrison (Warden)

### Épisode 5:Trou noir
- États-Unis /  Canada : 15 décembre 2010 sur FOX / CTV
- Québec : 2 mai 2012 sur AddikTV
- France : 3 mars 2013 sur TF1

- États-Unis : 5,82 millions de téléspectateurs[9] (première diffusion)
- Canada : 1,401 million de téléspectateurs[10] (première diffusion)

- Roger Bart (J.D.)
- Nick Chinlund (Lt. Broward)
- Tracie Thoms (Michelle)
- Colin Lawrence (Delgado)

### Épisode 6:Joies de famille
- États-Unis /  Canada : 22 décembre 2010 sur FOX / CTV
- Québec : 23 mai 2012 sur AddikTV
- France : 10 mars 2013 sur TF1

- États-Unis : 5,75 millions de téléspectateurs[11] (première diffusion)
- Canada : 1,574 million de téléspectateurs[12] (première diffusion)

- John Michael Higgins (Richard Applebaum)
- Rebecca McFarland (Rachel Applebaum)
- Taylor Boggan (Joel Applebaum)
- David Orth (Klemah Severenson)
- Chad Willett (en) (Nick Meachem)
- Marie Avgeropoulos (Jamie)

### Épisode 7:Une fille à problèmes, partie 1
- États-Unis /  Canada : 5 janvier 2011 sur FOX / /A\[13]
- Québec : 9 mai 2012 sur AddikTV
- France : 24 mars 2013 sur TF1

- États-Unis : 6,18 millions de téléspectateurs[14] (première diffusion)

- Leonor Varela (Maria Gallego)
- Jordi Caballero (Hector Lopez)
- Darren Shahlavi (Eladio Lopez)
- David Barrera (Julio Escalante)
- Kevin Kazakoff (Diego Garcia)
- Mauricio Mercado (Victor Escalante)
- Anna Van Hooft (Anna)

### Épisode 8:Une fille à problèmes, partie 2
- États-Unis /  Canada : 5 janvier 2011 sur FOX / /A\
- Québec : 16 mai 2012 sur AddikTV
- France : 24 mars 2013 sur TF1

- États-Unis : 6,49 millions de téléspectateurs[14] (première diffusion)

- Tony Hale (Harry)
- Jordi Caballero (Hector Lopez)

### Épisode 9:Les Otages de l'opéra
- Canada : 12 janvier 2011 sur /A\
- États-Unis : 14 janvier 2011 sur FOX
- Québec : 30 mai 2012 sur AddikTV
- France : 17 mars 2013 sur TF1

- États-Unis : 4,69 millions de téléspectateurs[15] (première diffusion)

- Carlo Rota (Eli Rosko)
- Olga Sosnovska (Connie Pucci)
- Michael Tiernan (Patrick)
- Daren A. Herbert (Vance)
- Eric Pollins (Victor Rosko)
- Kendall Cross (agent Lead)

### Épisode 10:Prisonnier volontaire
- Canada : 12 janvier 2011 sur /A\
- États-Unis : 14 janvier 2011 sur FOX
- Québec : 6 juin 2012 sur AddikTV
- France : 31 mars 2013 sur TF1

- États-Unis : 4,8 millions de téléspectateurs[15] (première diffusion)

- James Remar (Warden Cole)
- John Cassini (en) (Jerry Mobbs)
- Ian Robison (Sheriff)
- Kirby Morrow (Eddie)
- Bruce Dawson (Gov. Strong)

### Épisode 11:Qui veut la peau de Bob Anderson?
- États-Unis /  Canada : 31 janvier 2011 sur FOX / /A\
- Québec : 13 juin 2012 sur AddikTV
- France : 7 avril 2013 sur TF1

- États-Unis : 7,75 millions de téléspectateurs[16] (première diffusion)

- Todd Grinnell (Bob)
- Lauren German (Angie)
- Richard Zeman (Ivan)

### Épisode 12:Chance au rendez-vous
- États-Unis /  Canada : 2 février 2011 sur FOX / /A\
- Québec : 20 juin 2012 sur AddikTV
- France : 14 avril 2013 sur TF1

- États-Unis : 9,22 millions de téléspectateurs[17] (première diffusion)

- Tony Hale (Harry)
- Nicole Bilderback (en) (Sarah)
- Michael Massee (Claypool)
- Adrian Holmes (Vaughn)

### Épisode 13:Faux départ
- États-Unis /  Canada : 9 février 2011 sur FOX / /A\
- Québec : 27 juin 2012 sur AddikTV
- France : 21 avril 2013 sur TF1

- États-Unis : 8,13 millions de téléspectateurs[18] (première diffusion)

- Jake Weber (Bill Fickner)
- Steven Brand (Marshall Pucci)
- Emily Foxler (Julia)